# تاريخ الرأسمالية
تاريخ الرأسمالية متشعّب ومتنوّع الجذور وثمة خلاف بشأنه، ولكن بشكل عام يعتقد الباحثون أن الرأسمالية بنسختها المعاصرة ظهرت في شمال غرب أوروبا، في بريطانيا العظمى وهولندا تحديدًا، في القرنَين السادس عشر والسابع عشر. وعلى مرّ القرون التالية، عُمِد إلى مراكمة رأس المال بشتّى الوسائل المختلفة، وعلى عدّة مستويات، وارتبط بقدر كبير من التنوّع بتركيز الثروة والسلطة الاقتصادية. تدريجيًّا أصبحت الرأسمالية النظام الاقتصادي المهيمن في جميع أنحاء العالم. وهكذا فإن معظم تاريخ القرون الخمسة الماضية يتعلّق بتطوّر الرأسمالية بكافة أشكالها.

## أنواع الرأسمالية
يدور الجدل في حقول علميّ الاقتصاد والاجتماع بخصوص المراحل الماضية، والحالية، والمستقبلية التي تتكوّن منها الرأسمالية. غير غافلين عن وجود الخلاف المستمرّ بخصوص المراحل الحالية، فقد طرح بعض علماء الاقتصاد الحالات العامة التالية لأشكال الرأسمالية. هذه الأشكال لا يستبعد بعضها الآخر، ولا تمثّل نظامًا ثابتًا في التغيير التاريخي، لكنها تمثّل اتجاهًا عامًّا متسلسلًا زمنيًّا.
- رأسمالية مبدأ عدم التدخّل، وهي نظام اجتماعي يغيب فيه التدخّل الحكومي في الاقتصاد.
- الرأسمالية الزراعية، وتُعرف أحيانًا باسم إقطاعية السوق. كان هذا شكلًا انتقاليًّا بين الإقطاع والرأسمالية، حيث حلّت علاقات السوق في المجتمع محلّ بعض العلاقات الإقطاعية لا كلّها.
- الإتجارية (المركنتيلية)، سعت بموجبها الحكومات إلى المحافظة على التوازنات الإيجابية للتجارة والحصول على سبائك الذهب.
- الرأسمالية الصناعية، تتّسم باستخدامها الصناعات الثقيلة وتقسيم أشدّ وضوحًا للعمالة.
- الرأسمالية الاحتكارية، تميّزت بظهور الاحتكارات والصناديق الائتمانية التي هيمنت على الصناعة وغيرها من أوجه النشاطات المجتمعية. يُستخدم هذا المصطلح للإشارة إلى الاقتصاد في أواخر القرن التاسع عشر وأوائل القرن العشرين.
- الاستعمار، سعت الحكومات إلى استعمار بلدان أخرى لوصولٍ أفضل إلى الأسواق والمواد الخام، ولدعم الشركات الرأسمالية المملوكة للدولة.
- رأسمالية الرفاه، سادت فيها الاقتصادات المختلطة وسعت الحكومات إلى تقديم شبكة أمان للحدّ من أسوأ حالات انتهاكات الرأسمالية. على نطاق واسع، تُعتبر الفترة الذهبية لرأسمالية الرفاه (في الدول المتقدمة) ممتدة بين الأعوام 1945 و1973، إذ وُضعت شبكات الأمان الاجتماعية في حيّز التنفيذ في أكثر الاقتصادات الرأسمالية تقدّمًا.[4]
- الإنتاج الشامل، شهدت الفترة التالية للحرب العالمية الثانية بزوغ سلطة الشركات الكبرى وتركيزًا على الإنتاج الشامل وخلْق فرص التوظيف على نطاق واسع. شهدت هذه الفترة بروز أهمية الإعلانات كوسيلة ترويج للاستهلاك واسع الانتشار، وشهدت تخطيطًا اقتصاديًّا ملموسًا ضمن الشركات.[5]
- رأسمالية الدولة، تدخّلت الدولة بالاقتصاد لمنع حدوث حالة من الاضطراب الاقتصادي، وأنجزت ذلك عبر التأميم الكامل أو الجزئي لبعض الصناعات. يصنّف بعض علماء الاقتصاد اقتصادات الاتحاد السوفيتي والكتلة الشرقية ضمن هذه الفئة.[6]
- النقابوية، تشترك الحكومة مع الشركات والعمالة في عملية اتخاذ القرارات الوطنية الرئيسية. الجدير بالملاحظة أنها نموذج اقتصادي للفاشية، ويمكن أن تتقاطع مع رأسمالية الدولة، رغم اختلافها الجذري معها.
- التوسع المالي، أو رأسمالية المال، تهيمن فيها أجزاءٌ من الاقتصاد (مثل قطّاع المالية، أو التأمينات، أو العقارات) على كامل الاقتصاد. في هذا الشكل من الرأسمالية، تُحصل الأرباح من ملكية الأصول، والإقراض، والإيجارات، والحصول على الفوائد، بدلًا من العمليات الإنتاجية.[7][8]

## تأريخ
من المعروف أن السيرورات التي ظهرت بها الرأسمالية، وتطوّرت، وانتشرت تُعتبر مصدرًا غنيًّا لإجراء الأبحاث والنقاشات في أوساط المؤرّخين. تتركّز النقاشات أحيانًا على كيفية الحصول على معطيات تاريخية موضوعية ترتبط بالأسئلة الجوهرية. من المعايير الرئيسة التي يدور حولها النقاش: إلى أي مدى يمكن اعتبار الرأسمالية سلوكًا إنسانيًّا طبيعيًّا، وإلى أي مدى تنشأ الرأسمالية من ظروف تاريخية محددة؛ وفيما إذا كانت أصول الرأسمالية تضرب بجذورها في البلدات والتجارة أو في العلاقات الملْكية الريفية؛ دور صراع الطبقات؛ دور الدولة؛ المدى الذي يمكن بموجبه اعتبار الرأسمالية ابتكارًا أوروبيّ الطابع؛ علاقتها بالاستعمارية الأوروبية؛ وفيما إذا كان التغيير التقني محفّزًا للرأسمالية أم مجرد ظاهرة ثانوية مرتبطة بها؛ وفيما إذا كانت الرأسمالية الوسيلة الأكثر نفعًا لتنظيم المجتمعات البشرية.
يمكن تقسيم التأريخ الدارس للرأسمالية إلى مدرستين رئيسيتين، ترتبط أولهما بالليبرالية الاقتصادية، ورائدها المؤسس عالم الاقتصاد آدم سميث في القرن الثامن عشر. وترتبط الأخرى بالماركسية، التي تستلهم على وجه الخصوص بعضًا من آراء عالم الاقتصاد في القرن التاسع كارل ماركس. ينزع الليبراليون إلى اعتبار الرأسمالية تعبيرًا عن سلوكيات إنسانية طبيعية ذات دلائل ملموسة في تاريخ البشر تعود إلى ألوف السنين، ولذا فهي أنفع الوسائل التي تعزّز أسس العيش الإنساني الكريم. وينظرون إلى الرأسمالية على أنها ذات أصل في التجارة والتبادل التجاري، وتمنح الأفراد الحرية للتصرّف على سجيّتهم في ريادة الأعمال. بينما يجنح الماركسيون إلى اعتبار الرأسمالية نظام علاقات ذا طبيعة شاذّة بين الطبقات ضمن سيرورة التاريخ، ويمكن استبداله بأنظمة اقتصادية أخرى تكفل رفاهية البشر بشكل أفضل. ويرى الماركسيون أن الرأسمالية جاءت لتمنح المتسلّطين المزيد من السلطة على وسائل الإنتاج، وإجبار الآخرين على بيع قوّتهم العاملة كسلعة. لهذه الأسباب، جاء مُعظم ما كُتب عن تاريخ الرأسمالية من التيار الماركسي بشكل عريض.

### أصول الرأسمالية
نوقشت أصول الرأسمالية نقاشات مستفيضة (تقوم بالأساس على ماهية تعريف الرأسمالية منذ البداية). وفقًا للتعريف التقليدي، هناك «نموذج المتاجرة»، الذي نشأ في الفكر الاقتصادي الليبرالي الكلاسيكي في القرن الثامن عشر، والذي ما زال يُذكر بوضوح في الوقت الحالي. يرى هذا النموذج ظهور الرأسمالية من التجارة. بسبب وجود أدلّة على النشاط التجاري حتى في حضارات العصر الحجري، يمكن اعتبار ذلك دليلًا على تأصّله في طبيعة المجتمعات البشرية. وفقًا لهذا التفسير، ظهرت الرأسمالية من نشاطات التجارة المبكّرة عندما راكم التجار ثروة كافية (تُسمى «رأس المال البدائي») وراحوا يستثمرون في التقنيات الإنتاجية بشكل متزايد. يرى هذا الاستعراض لتاريخ الرأسمالية أنها استمرارٌ للتجارة، نشأت عندما أُطلِق العنان لحاجة الناس إلى ريادة الأعمال الطبيعية وتخلّصت من قيود النظام الإقطاعي، وكان ذلك جزئيًّا بفضل التحضّر. وهكذا فهو يتتبّع تاريخ الرأسمالية ويردّ جذورها إلى الأشكال البدائية من الرأسمالية التجارية التي كانت سائدةً في أوروبا الغربية خلال العصور الوسطى.

#### دور المناطق الناطقة باللغة الهولندية في ظهور الرأسمالية المعاصرة
«اكتسبت المشاريع التجارية التي امتلكها عدّة حملة أسهم شعبيّةً في عقود الثقة في إيطاليا خلال القرون الوسطى. يقدّم كلّ مِن (غرايف، 2006، ص. 286) ومالميندير (2009) أدلةً على أن تاريخ الشركات المساهمة يعود إلى روما القديمة. ومع ذلك فعنوان أول سوق للأوراق المالية في العالم هو في أمستردام القرن السابع عشر، حيث ظهرت السوق الثانوية في أسهم الشركات. كانت الشركتان الكبريان هما شركة الهند الشرقية الهولندية وشركة الهند الغربية الهولندية، اللتين تأسستا في الأعوام 1602 و1621 على التوالي. وُجدت بعض الشركات الأخرى، ولكنها لم تكن بحجم الشركتين المذكورتين آنفًا، وشكّلت نسبة صغيرة من سوق الأوراق المالية».

-إدوارد بي سترينغهام ونيكولاس إيه كيروت، من «دليل أوكسفورد لعلوم الاقتصاد النمساوية»، في أصول أسواق الأوراق المالية (2015).